# Khari Willis
Khari Willis (* 7. Mai 1996 in Jackson, Michigan) ist ein ehemaliger US-amerikanischer American-Football-Spieler auf der Position des Safeties. Er spielte College Football für Michigan State University und stand von 2019 bis 2021 bei den Indianapolis Colts in der National Football League (NFL) unter Vertrag.

## Frühe Jahre
Willis ging auf eine katholische Highschool in seiner Geburtsstadt Jackson, Michigan. Hier hält er den aktuellen Schulrekord für erlaufene Yards in einer Saison (2800). Danach besuchte er die Michigan State University.

## NFL
Willis wurde im NFL Draft 2019 in der vierten Runde an 109. Stelle von den Indianapolis Colts ausgewählt. Die Colts tradeten ihr 129. und 135. Draftrecht an die Oakland Raiders um Willis zu bekommen. In seiner ersten NFL-Saison absolvierte er 14 Spiele, davon neun als Starter für die Colts.
Am ersten Spieltag der Saison 2020 erzielte Willis im Spiel gegen die Jacksonville Jaguars seinen ersten Sack in der NFL gegen Quarterback Gardner Minshew (20:27-Niederlage). Eine Woche später, im Spiel gegen die Minnesota Vikings erzielte er seine erste Interception gegen Kirk Cousins (28:11-Sieg). Am 14. Spieltag der Saison erzielte er seinen ersten Touchdown nach einer Interception von Derek Carr im Spiel gegen die Las Vegas Raiders (44:27-Sieg).
Am 15. Juni 2022 gab Willis sein Karriereende bekannt, um Pfarrer zu werden. Er bestritt in drei Jahren 39 Spiele für die Colts, davon 33 als Starter.